# Bound for Glory (2022)
Bound for Glory (2022) – gala wrestlingu, organizowana przez amerykańską federację Impact Wrestling (IW), która była nadawana na żywo w systemie pay-per-view i za pośrednictwem platformy Fite.tv. Odbyła się 7 października 2022 w Albany Armory w Albany. Była to osiemnasta gala z cyklu Bound for Glory, a zarazem piąte pay-per-view IW w 2022.

## Rywalizacje
Bound for Glory oferowało walki wrestlingu z udziałem różnych zawodników na podstawie przygotowanych wcześniej scenariuszy i rywalizacji, które są realizowane podczas cotygodniowych odcinków programu Impact!. Wrestlerzy odgrywają role pozytywnych (face) lub negatywnych bohaterów (heel), którzy rywalizują pomiędzy sobą w seriach walk mających budować napięcie.

### Pojedynek o Impact World Championship
W odcinku Impactu! z 18 sierpnia Eddie Edwards zwyciężył w sześcioosobowym pojedynku eliminacyjnym, zostając pretendentem do walki o tytuł mistrza świata przeciwko Joshowi Alexandrowi na Bound for Glory. Edwards, jako lider grupy Honor No More, próbował przekonać mistrza do dołączenia do jego zespołu i zwróceniu się przeciwko federacji. Alexander odmówił, następnie wraz ze swoimi sojusznikami, Richem Swannem i Heathem, został pokonany przez lidera Honor No More, Mike’a Bennetta i Matta Tavena na gali Victory Road (23 września). Antagoniści wygrali, gdy Edwards przypiął Alexandra, czego nie dokonał żaden inny zawodnik od niemal roku. Sześć dni później między rywalami wywiązała się dyskusja na temat stosunku do Impact Wrestling i tytułu mistrza świata, po czym nastąpiła bójka. Honor No More musieli salwować się ucieczką przed Alexandrem, Richem Swannem, Heathem oraz The Motor City Machine Guns (Chris Bey i Alex Shelley), którzy rywalizowali z Bennettem i Tavenem o tytuły drużynowe.

### Pojedynek o Impact Knockouts World Championship
Na gali Emergence (12 sierpnia) Jordynne Grace pokonała Mię Yim, zachowując tytuł Impact Knockouts World. Po spotkaniu Masha Slamovich przekazała mistrzyni fotografię z jej wizerunkiem przekreślonym czerwonym znakiem X jako „wyrok śmierci”. W ten sposób wyraziła chęć walki o tytuł mistrzowski kobiet po odniesieniu czternastu zwycięstw z rzędu od czasu swojego debiutu w federacji w styczniu 2022. W odcinku Impactu! z 1 września Slamovich została pretendentką do starcia z Grace na gali Bound for Glory po zwycięstwie nad Deonną Purrazzo, następnie tuż po zakończeniu meczu otrzymała od mistrzyni zdjęcie, na którym tym razem znajdowała się jej przekreślona podobizna. Tydzień później rosyjska zawodniczka, kontynuując grę psychologiczną z przeciwniczką, napisała na ścianie pokoju Grace  „Masha’s Gonna Kill You”. Kolejnym elementem ich rywalizacji było wybranie sobie nawzajem przeciwniczek przed nadchodzącym starciem. Na gali Victory Road Grace pokonała Max the Impalern natomiast podczas odcinka Impactu! z 29 września Slamovich zwyciężyła Allie Katch w pojedynku Monster’s Ball.

### Pojedynek o Impact World Tag Team Championship
W odcinku Impactu! z 22 września The Motor City Machine Guns (Alex Shelley i Chris Sabin) pokonali Aussie Open (Kyle Fletcher i Mark Davis), zostając pretendentami do walki o pasy Impact World Tag Team z mistrzami, Mattem Tavenem i Mikiem Bennettem, członkami grupy Honor No More.

### Pojedynek o Impact X Division Championship
Na gali Victory Road mistrz X Division, Mike Bailey, pokonał Deliriousa w obronie pasa mistrzowskiego. Tego samego wieczoru Frankie Kazarian zwyciężył w ośmioosobowym pojedynku na zasadach Triple Threat Revolver, dzięki czemu otrzymał miano pretendenta do walki o tytuł Impact X Division na Bound for Glory.

### Pojedynek o Impact Knockouts World Tag Team Championship
Na gali Emergence VXT (Deonna Purrazzo i Chelsea Green) pokonały Rosemary i Tayę Valkyrie, zostając nowymi drużynowymi mistrzyniami kobiet. Podczas kolejnego wydarzenia, Victory Road, członkini zarządu federacji, Gail Kim, przyznała przegranej drużynie walkę rewanżową na Bound for Glory. Członkinie zespołu uzgodniły, że w tym pojedynku będą go reprezentowały Valkyrie i Jessicka, natomiast Rosemary będzie wspierała towarzyszki przy ringu. 

### Mickie James vs. Mia Yim
W odcinku Impactu! z 1 września Mickie James, walcząca w ringu od ponad 20 lat, wygłosiła przemówienie, w którym zapowiedziała wypróbowanie na nowo swoich umiejętności w rywalizacji z młodszym pokoleniem zawodniczek. Program ten nazwała „The Last Rodeo”. Ogłosiła serię otwartych wyzwań, aby jeszcze raz zdominować dywizję Knockouts i sięgnąć po tytuł mistrzowski. Jednakże ewentualna porażka w którymkolwiek meczu, oznaczać będzie dla niej zakończenie kariery zawodniczej. W drodze na szczyt pokonała Raychell Rose, Hyan, natomiast na Victory Road zwyciężyła Gisele Shaw. Tego samego wieczoru umówiła się na pojedynek z Mią Yim na Bound for Glory, wyrażając uznanie dla rywalki za udany występ w meczu Triple Threat Revolver.

### Call Your Shot Gauntlet match
Impact Wrestling ogłosił 28 września, że zorganizuje na Bound for Glory dwudziestoosobowy pojedynek w formule Call Your Shot Gauntlet. Zgodnie z zasadami walkę rozpoczynają dwie osoby. Kolejni zawodnicy lub zawodniczki dołączają do starcia w regularnych odstępach czasu. Eliminacja następuje, gdy wrestler zostanie wyrzucony ponad górną liną i dotknie obiema stopami podłogi poza ringiem. Ostatni dwaj zawodnicy toczą ze sobą standardową walkę, do chwili aż któryś z nich przypnie lub zmusi do poddania przeciwnika. Zwycięzca otrzymuje szansę walki o wybrany pas mistrzowski w dowolnym czasie i miejscu.

### Otwarte wyzwanie Briana Myersa
Brian Myers pokonał Bhupindera Gujjara w obronie tytułu Impact Digital Media w odcinku Impactu! z 22 września, po czym tydzień później był lepszy od Crazzy’ego Steve’a. Po zakończeniu spotkania ogłosił, że na Bound for Glory zmierzy się z zawodnikiem, który odpowie na jego wyzwanie o tytuł mistrzowski.

## Karta walk
Zestawienie zostało oparte na źródle:
| Nr                                                                   | Wyniki | Stypulacje | Czas  |
| -------------------------------------------------------------------- | --- | --- | ----- |
| 1P                                                                   | Brian Myers (c) pokonał Dirty’ego Dango                                                                                                | Singles match o Impact Digital Media Championship | 7:06  |
| 2                                                                    | Frankie Kazarian pokonał Mike’a Bailey’ego (c)                                                                                         | Singles match o Impact X Division Championship | 12:30 |
| 3                                                                    | Mickie James pokonała Mię Yim | Career Threatening match Jeżeli James przegra, będzie musiała zakończyć karierę ringową. | 10:56 |
| 4                                                                    | Jessicka i Taya Valkyrie (z Rosemary) pokonały VXT (Chelsea Green i Deonnę Purrazzo) (c)                                               | Tag Team match o Impact Knockouts World Tag Team Championship | 7:23  |
| 5                                                                    | Honor No More (Matt Taven i Mike Bennett) (z Marią Kanellis) (c) pokonali The Motor City Machine Guns (Alexa Shelleya i Chrisa Sabina) | Tag Team match o Impact World Tag Team Championship | 16:40 |
| 6                                                                    | Bully Ray wygrał eliminując jako ostaniego Steve’a Maclina                                                                             | 20-osobowy Intergender Call Your Shot Gauntlet Zwycięzca otrzymuje trofeum i kontrakt, z którego może skorzystać w dowolnym momencie w ciągu jednego roku na wybrany przez siebie pojedynek o mistrzostwo. | 29:18 |
| 7                                                                    | Jordynne Grace (c) pokonała Mashę Slamovich                                                                                            | Singles match o Impact Knockouts World Championship | 16:01 |
| 8                                                                    | Josh Alexander (c) pokonał Eddiego Edwardsa                                                                                            | Singles match o Impact World Championship | 28:03 |
| (c) – mistrz/mistrzyni przed walkąP – walka miała miejsce w pre-show | | |       |

### Call Your Shot Gauntlet
| Nr | Wrestler/ka      | Wyeliminowany/a przez               | Nr eliminacji | Eliminacje |
| -- | ---------------- | ----------------------------------- | ------------- | ---------- |
| 1  | Eric Young       | Richa Swanna                        | 16            | 1          |
| 2  | Joe Hendry       | Moose’a                             | 3             | 0          |
| 3  | Steve Maclin     | Bully’ego Raya                      | 19            | 5          |
| 4  | Rich Swann       | Steve’a Maclina                     | 17            | 1          |
| 5  | PCO              | Moose’a                             | 4             | 0          |
| 6  | Savannah Evans   | Tashę Steelz                        | 1             | 0          |
| 7  | Johnny Swinger   | Bully’ego Raya i Tommy’ego Dreamera | 7             | 0          |
| 8  | Tasha Steelz     | Bully’ego Raya                      | 6             | 2          |
| 9  | Killer Kelly     | Tashę Steelz                        | 2             | 0          |
| 10 | Moose            | Steve’a Maclina                     | 11            | 4          |
| 11 | Sami Callihan    | Deanera*                            | 5             | 0          |
| 12 | Taylor Wilde     | Matta Cardonę                       | 12            | 0          |
| 13 | Gisele Shaw      | Matta Cardonę                       | 13            | 0          |
| 14 | Bully Ray        | Zwycięzca                           | —             | 3          |
| 15 | Tommy Dreamer    | Steve’a Maclina                     | 8             | 1          |
| 16 | Rhino            | Moose’a                             | 9             | 0          |
| 17 | Bhupinder Gujjar | Erica Younga                        | 15            | 1          |
| 18 | Heath            | Moose’a i Steve’a Maclina           | 10            | 0          |
| 19 | Bobby Fish       | Steve’a Maclina                     | 18            | 0          |
| 20 | Matt Cardona     | Bhupindera Gujjara                  | 14            | 2          |

- (*) – Deaner nie był oficjalnym uczestnikiem pojedynku.